# اوراری
اوراری (به لاتین: Urari) یک منطقهٔ مسکونی در روسیه است که در شهرستان داخادایفسکی واقع شده‌است.